# 7 Regiment Pieszy Potockiego

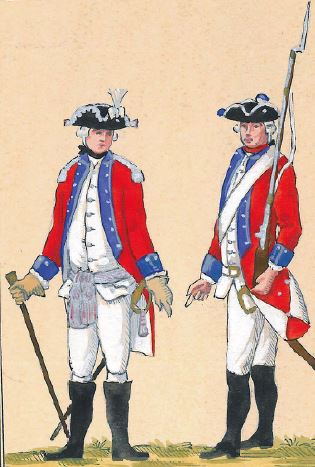
Żołnierze regimentu Potockiego w 1775

7 Regiment Pieszy Potockiego – oddział piechoty armii koronnej wojska I Rzeczypospolitej.

## Formowanie i zmiany organizacyjne
Powstał w 1776 (1779) wskutek spieszenia regimentu dragonii. Jego status długo nie był pewny (pieszy czy konny). Długo nazywany był "Regimentem Spieszonym Dragonów", a następnie "Regimentem Pieszym szefostwa Potockiego starosty szczerzeckiego".
W 1775 roku ujednolicono uzbrojenie podoficerów i szeregowych, odbierając tym pierwszym broń krótką, a oficerom pozostawiając jedynie szpady.
Sejm roku 1776 ułożył nowy etat wojska, zmieniając znacznie jego strukturę. Regiment miał liczyć 6 kompanii, w sumie 353 żołnierzy, a praktycznie w 1778 roku 350 głów W 1786 roku także liczył 353 żołnierzy. Wchodził w skład Dywizji Wielkopolskiej.
W 1778 przekazany został w szefostwo staroście szczerzeckiemu Franciszkowi Piotrowi Potockiemu, aż do 1793, kiedy to przejęła go Targowica.
W 1786 roku wprowadzono numeracje regimentów piechoty od 1 do 14. Regiment gwardii pozostał bez numeru. Regiment otrzymał numer 7.
Reformy Sejmu Wielkiego zwiększyły stany polskiej piechoty w poszczególnych regimentach. Etaty z października 1789 i maja 1792 roku zakładały istnienie regimentu składającego się z dwunastu kompanii uszykowanych w trzy bataliony, w tym jeden grenadierski i dwa fizylierskie. W praktyce nigdy takiej organizacji nie osiągnięto. Jedynie w 1790 rozbudowano regiment o dwie kompanie. W przededniu wojna w obronie Konstytucji 3 maja 7 regiment piechoty szefostwa Piotra Potockiego liczył 1158 żołnierzy.
Liczebność regimentu w 1792 roku wynosiła 957 osób, w maju 1794 liczył 1045, a we wrześniu 705 żołnierzy.

### Regiment w powstaniu kościuszkowskim
W marcu 1794 regiment liczył około 650 żołnierzy. W czerwcu jednostka otrzymała 616 kantonistów. 6 lipca zasiliło szeregi regimentu dalszych 661 kantonistów. Jednostka skompletowała oba bataliony i doszła do stanu etatowego 1440 żołnierzy.
Uwzględniając straty, jakie poniosły dwie kompanie walczące pod Racławicami i bataliony walczące pod Chełmem i Szczekocinami, regiment już pod koniec czerwca nie miał w szeregach więcej nad 450 głów starego żołnierza. Na uzbrojeniu regiment posiadał 450 karabinów.
Ponad siedemdziesięcioletni dowódca regimentu płk Zawisza nie wziął udziału w powstaniu. Dowodzenie przejął awansowany na pułkownika drugi major Stefan Dziembowski, a  po jego odejściu płk Grabowski.
Nie wziął też udziału w powstaniu ppłk Forsyth. Jego miejsce zajął awansowany 29 czerwca na podpułkownika Feliks Sobecki. Majorami byli: Florian Zaremba, potem Józef Lewański i Piotr Krajewski, a od 29 czerwca – Białobrzeski i Adam Nielepiec.
Kilku niższych oficerów, przebywających na urlopie, nie powróciło do jednostki. Byli to: kpt. z kompanią Krummes i ppor. Koczanowski. W regimencie służyli też kpt. z kompanią Sterzbecker, chor. Ożarowski i mjr Hebdowski.

## Barwy regimentu
- po 1776: wyłogi jasnogranatowe, guziki srebrne[17]

W roku 1789  zmieniono poważnie krój i kolor mundurów piechoty. Składał on się z kurtki zimowej koloru granatowego z wyłogami niebieskimi, naramiennikami złotymi, Lejbika białego ze stojącym kołnierzem, w lecie koletu sukiennego w kolorze białym z wykładkami podobnymi do wyłogów, zapinanego na guziki żółte od dołu do góry, długich białych spodni wkładanych do butów kroju węgierskiego, wysokich do kolan i wyciętych z tyłu, a wreszcie z kołpaka okrągłego filcowego, wysokiego na około 30 cm, z sukiennym wierzchem pąsowym, daszkiem i blachą mosiężną z orłem. Żołnierze nosili poza tym halsztuki i naramiennik z czarnej szmelcowanej blachy z nicianym kutasem, jako strój zaś koszarowy — kitle i furażerki. Mundury były o wiele wygodniejsze i pozwalały na większą swobodę ruchów. Strój oficerów różnił się barankowym czarnym obszyciem czapek i galonami. Roczny koszt umundurowania piechura (wraz z przymunderunkiem) wynosił 111 zł.
- podczas insurekcji kościuszkowskiej: wyłogi niebieskie, guziki złote[17].

## Żołnierze regimentu
Regimentem dowodził zazwyczaj pułkownik. Stanowisko szefa regimentu, związane z wielkimi poborami, było najczęściej uważane za synekurę. Szefowie posiadali prawo fortragowania (przedstawiania do awansu) oficerów. Do 1789 roku w sztabie służyło dziesięciu oficerów. Byli to: szef regimentu, pułkownik, podpułkownik, major (do marca 1778 było dwóch majorów), regimentskwatermistrz, adiutant, audytor i regimentsfelczer. Szefa i pułkownika w dowodzeniu kompaniami zastępowali kapitanowie sztabowi. W kompaniach do 1790 roku było dwóch kapitanów, sześciu poruczników i sześciu chorążych. Zatem w regimencie znajdowało się 24 oficerów wyłączając kapelana.

W 1790 roku pojawił się drugi major, trzeci kapitan z kompanią, trzeci kapitan sztabowy, siódmy i ósmy porucznik, siódmy i ósmy chorąży oraz ośmiu podporuczników i drugi adiutant. Podniosło to liczbę oficerów do 40 osób.
Pierwszym szefem regimentu był książę Antoni Sułkowski. Od 1778 roku stanowisko to zajmował starosta szczerzecki Franciszek Piotr Potocki. Zastąpił go w 1793 roku z nadania konfederacji targowickiej gen. Kajetan Miączyński.
Szefowie
- Jan Potocki (starosta szczyrzycki) (1776),
- Franciszek Piotr Potocki (starosta szczyrzycki) (28 października 1778),
- Kajetan Adam Miączyński (pisarz pol. koronny) (1793).

Pułkownicy
- Robert de Tayler (1780-1787)
- Michał Zawisza (1789-1794)

## Walki regimentu

7 Regiment Pieszy Koronny uczestniczył w 1792 w VII wojnie polsko-rosyjskiej toczonej w obronie Konstytucji 3 Maja. Szef: starosta szczyrzycki Franciszek  Piotr Potocki. Stan osobowy: 1350 ludzi.
Bitwy i potyczki
- bitwa pod Zieleńcami (17 czerwca 1792),
- bitwa pod Szczekocinami (6 czerwca 1794),
- bitwa pod Chełmem (8 czerwca 1794),
- bitwa pod Raszynem (czerwiec),
- bitwa pod Gołkowem (9 lipca).

## Hierarchia regimentu
Przez większą część swej historii nosił numer 7, który otrzymał w 1789. W latach 1790-1794 kilkakrotnie zmieniał jednak numer: w latach 1790–1792 na 8., a z początkiem 1792 dokonano zmiany na numer 9., by podczas insurekcji kościuszkowskiej powrócić do numeru 7.
Schemat:
- konny regiment dragonii (-1776) → regiment spieszony dragonów (1776-1789) → regiment 7 pieszy szefostwa Potockiego starosty szczerzeckiego (1789-1790) → regiment 8 pieszy Potockiego (1790-1792) → regiment 8 pieszy Potockiego(1790-1792) → regiment 9 pieszy Potockiego (1792-1794) → od 1994 regiment 7 pieszy Potockiego ↘ rozformowany w 1795